# George Perkins Marsh
George Perkins Marsh (Woodstock, 1801 - 1882 ) foi um geógrafo estadunidense, considerado um precursor do estudo dos impactos humanos sobre o meio ambiente e no desenvolvimento de políticas conservacionistas, como também um importante precursor da ecologia política. Marsh abordou os problemas da interação entre humanos e meio ambiente com uma perpectiva distintamente pragmática e utilitária, buscando converter os resultados de seus estudos em medidas práticas para a manutenção de um estado óptimo de equilibrio ambiental e orientações para o melhor aproveitamento dos bens para fins humanos.

## Vida
Marsh nasceu em Woodstock, no estado de Vermont, em 1801. Desde cedo acumulou experiência com a paisagem natural de sua região de origem, com as excursões que fazia com seu pai. As transformações sofridas pelas Montanhas Verdes da região, em razão da extração de madeira e ocupação agricultural, que ocorreram rapidamente a partir do processo de colonização, iniciado localmente apenas 40 anos antes do nascimento de Marsh, provocaram desde cedo a atenção do geógrafo para o estudo da interação entre humano e meio ambiente.
A partir de 1849, realiza longas viagens pela Europa e Mediterrâneo, que lhe servem para ampliar seu contato com as ciências ambientais, especialmente a ciência florestal em desenvolvimento na Alemanha, como também estudar em primeira mão as configurações humanas e ambientais de vários países, da Itália à Turquia e Egito.

## Obras
- Man and Nature (depois renomeado The Earth as Modified by Human Action)